# Sex

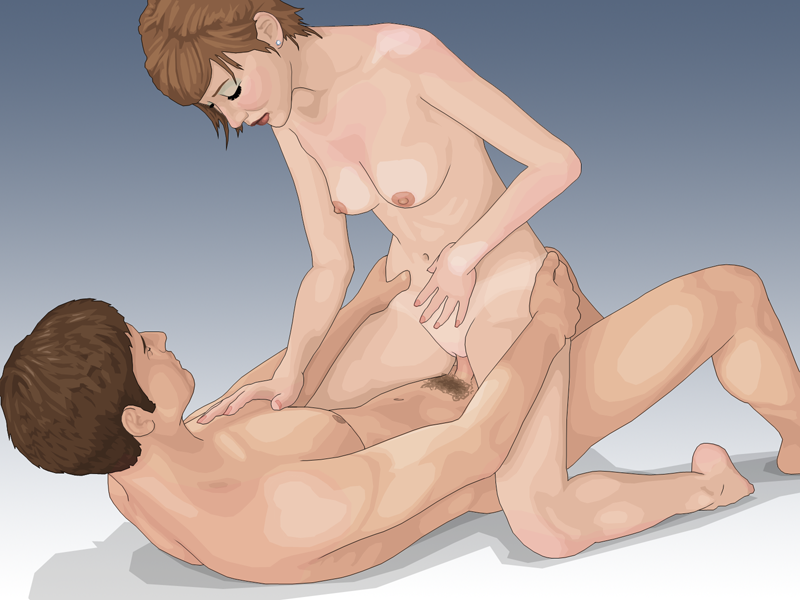
Geschlechtsverkehr in der „Reitstellung“

Sex (Lehnwort aus der englischen Sprache, von lateinisch sexus „Geschlecht“) bezeichnet die praktische Ausübung von Sexualität. Im üblichen Sprachgebrauch bezieht sich Sex auf Erotik und sexuelle Handlungen zwischen zwei oder mehreren Sexualpartnern (auch Intimpartner), insbesondere den Geschlechtsverkehr und vergleichbare Sexualpraktiken.
Im weiteren Sinne wird in der Umgangssprache gelegentlich auch die Masturbation mit eingeschlossen (Sex mit sich selber), obwohl es sich hierbei nicht um eine Interaktion handelt.

## Biologische Funktion

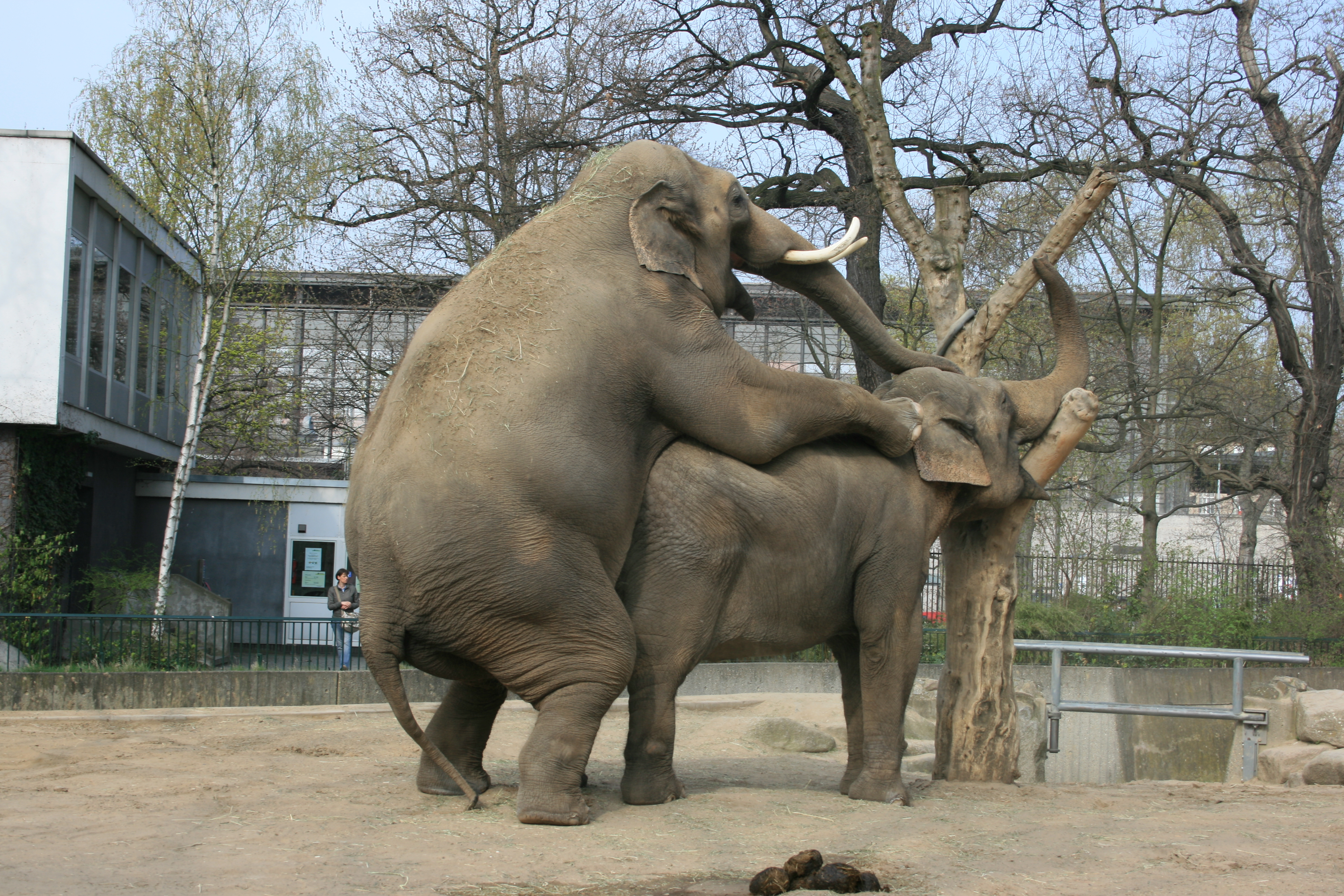
Begattung bei Elefanten

Als evolutionärer Grund für die sexuelle Reproduktion werden Fitnessvorteile gegenüber der ungeschlechtlichen Vermehrung als sehr wahrscheinlich angenommen. Die Durchmischung der Gene würde demnach zum Beispiel eine Reduktion des Risikos nachteiliger Mutationen sowie die Reduktion der Anfälligkeit für Infektionskrankheiten bewirken.
Sexueller Kontakt unter Tieren wird für gewöhnlich Begattung genannt. Bei Säugetieren ist die häufigste sexuelle Praktik der vaginale Geschlechtsverkehr – meist in der a-tergo- oder „Missionarsstellung“. Auch oraler Kontakt mit den Geschlechtsteilen und dem Afterbereich des Partners sowie homosexuelle Praktiken kommen vor.

## Psychosoziale Aspekte

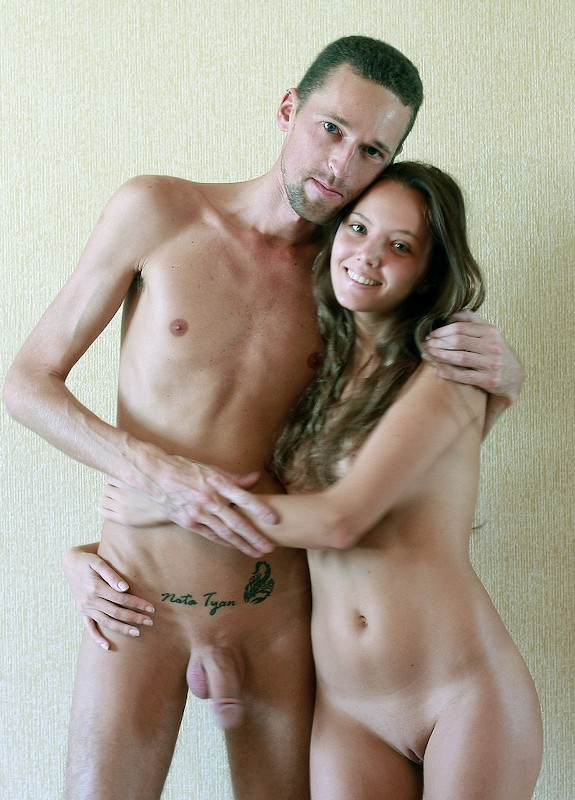
Beim Menschen erfüllt Sex wichtige Funktionen für Intimität und Partnerverbundenheit

In der Regel handelt es sich bei Tieren um rein instinktgesteuertes Verhalten, das ausschließlich der Fortpflanzung dient. Beim Menschen ist Sex kein reines Instinktverhalten mehr, sondern unterliegt auch bewussten Entscheidungsprozessen.
Bei einer Reihe von Arten, etwa den Bonobos und Delfinen, ist der Sex ähnlich wie beim Menschen auch Teil der sozialen Interaktion und spielt über die Fortpflanzungsfunktion hinaus eine wichtige Rolle für Intimität, Paarbindung und Wohlbefinden sowie auch körperliche und psychische Gesundheit.
Über einen Kinderwunsch hinaus liegt die direkte Motivation für sexuelle Interaktion meist in der Befriedigung eines – im Idealfall beiderseitig vorhandenem – sexuellen Verlangen und Appetenz: Sex befriedigt die Libido und wird von den meisten Menschen als lustvoll erlebt. Die Bereitschaft zur sexuellen Interaktion ist jedoch nicht ausschließlich durch inneres Verlangen getrieben: gerade beim Menschen spielen oftmals (vermeintliche) soziale und kulturelle Erwartungen und Wünsche des Partners bezüglich Häufigkeit und Ausgestaltung des Sex eine gewichtige Rolle.
Aus biochemischer Sicht entspricht dem mit dem Sex einhergehenden Lustgefühl die Freisetzung von Endorphinen, körpereigenen Opiaten und Dopamin. Der begleitende Zustand ist in der Regel von Erregung beziehungsweise Arousal gekennzeichnet und geht in eine angenehme Entspannung über, wobei der Grad der Ausprägung abhängig von der Person und der Situation ist. Darüber hinaus drückt Sex in der Regel als wichtige Form der sozialen Interaktion Gefühle der Zärtlichkeit, Zuneigung und Liebe aus. Besonders in Liebesbeziehungen kann das Sexualleben eine zentrale Rolle als Ausdruck der Verbundenheit der Partner spielen. Hierfür sind wiederum auf biopsychologischer Ebene die Neuropeptide Oxytocin und Vasopressin mit verantwortlich, welche beim Sex ausgeschüttet werden und die für die Ausformung zwischenmenschlicher Bindung wesentlich sind. Interessanterweise finden zahlreiche biochemische und physiologische Reaktionen auch primär beim partnerschaftlichen Sex statt und nicht, oder in weit geringerem Ausmaß, bei der Masturbation.
Obgleich der Orgasmus oftmals als Ziel des Sex sowie als natürlicher Abschluss des Sexualaktes betrachtet wird, ist er für das Erleben von Lust und Befriedigung bei beiden Geschlechtern keine notwendige Voraussetzung und kann für die Bindungsfunktion des Sex sogar abträglich sein, bei der Praktik des Karezza soll der Orgasmus beispielsweise aktiv vermieden werden.
Einer der wichtigsten Prädiktoren für die Zufriedenheit beider Partner mit Häufigkeit, Dauer und Ausgestaltung des Sex ist die offene Kommunikation über Wünsche und Bedürfnisse. Da Sex in vielen Kulturen mit zahlreichen Tabus belegt ist, ist für viele Menschen sowohl das Gefühl für die eigenen Vorlieben, als auch Sprache und Kommunikation darüber eingeschränkt. Die Überwindung dieser Einschränkungen, wie beispielsweise im Rahmen einer Paartherapie durch Abbau von Ängsten und Einübung kommunikativer Fähigkeiten, ist eine wichtige Voraussetzung für ein erfüllendes Sexualleben.

## Sexualpraktiken
Eine Sexualpraktik ist jede Handlung, die subjektiv der sexuellen Befriedigung dient. Dies sind nicht nur Stimulationen der Geschlechtsorgane, sondern alles, was als erregend empfunden werden kann, etwa ein Zungenkuss oder auch sexuelle Handlungen ohne sexuelle Berührungen.
Da beim Menschen Sex durch die Entkopplung von der Fortpflanzung einen eigenen Sinn und Zweck innehat, entwickelte dieser eine große Vielfalt von sexuellen Praktiken, die einerseits Ausdruck seiner Kreativität und der Freude am körperlichen Miteinander sind, andererseits auch ganz praktische Hintergründe haben, etwa wenn heterosexueller Analverkehr häufig zur Empfängnisverhütung praktiziert wurde – auch wenn dies eine höchst unsichere Methode ist.

### Sexuelle Praktiken ohne Verkehr

Manuelle Stimulation der Genitalien (Petting)

Sexuelle Praktiken, die nicht auf eine Person beschränkt sind, umfassen erotische Massagen, die Reizung der erogenen Zonen (unter anderem der Brustwarzen und Ohrläppchen) und des gesamten Körpers, das heißt Necking und Petting. Darüber hinaus gibt es jedoch noch eine Reihe von Praktiken, die von der Gruppe der Beteiligten als sexuell stimulierend empfunden werden: Rollenspiele, Verkleidungen, Verzögerungen oder Beschleunigungen sexueller Handlungen, sexuelle Handlungen an einem bestimmten Ort, der gemeinsame Konsum erotischer oder pornografischer Materialien, aber auch stärkere Reize wie Schmerz (Sadomasochismus) oder Elektrostimulation. Fast alle Dinge oder Handlungen können sexuell aufgeladen werden.

### Geschlechtsverkehr

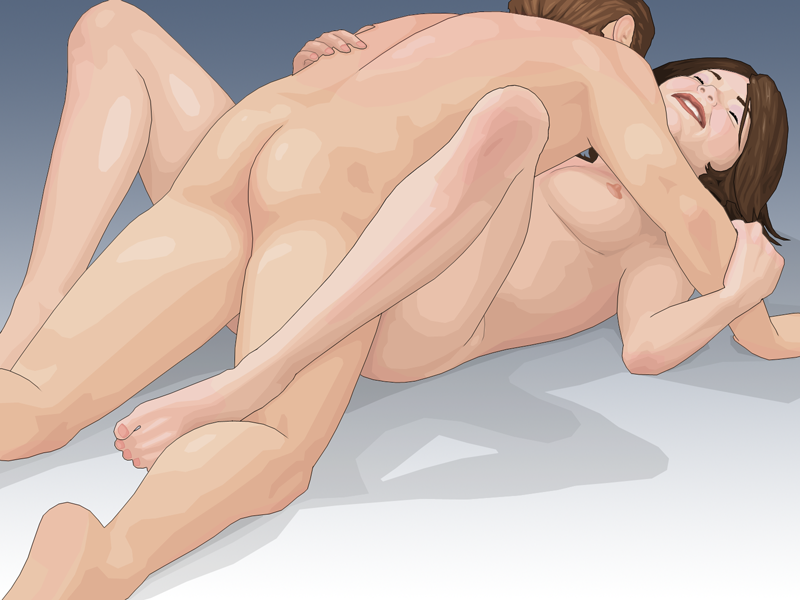
Geschlechtsverkehr in der Missionarsstellung

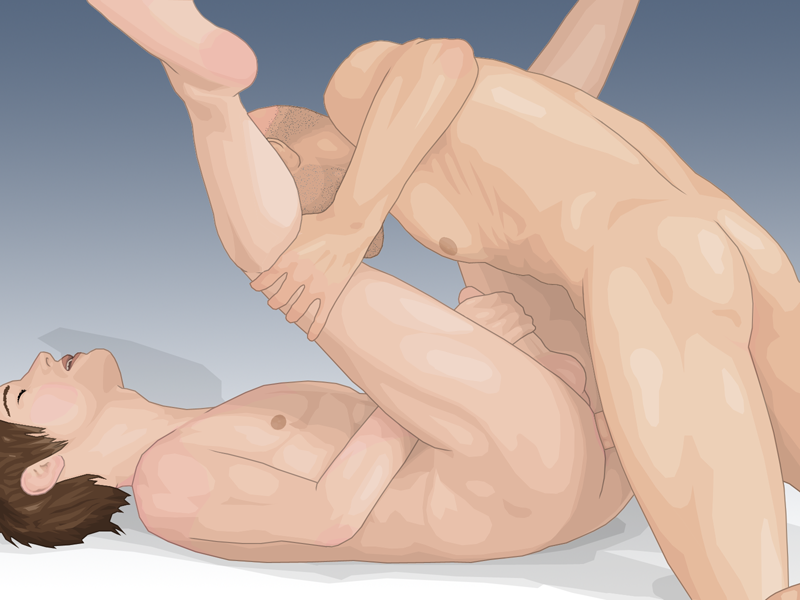
Homosexueller Geschlechtsverkehr zwischen zwei Männern in der Missionarsstellung

„Geschlechtsverkehr“ („Beischlaf“) bezeichnet die sexuelle Vereinigung zweier Sexualpartner, die in der Penetration oder intensiven Stimulation der Geschlechtsorgane bei sexuellen Kontakten – gleich welcher Art – besteht. Beim partnerschaftlichen Sex wird durch das zärtliche Vorspiel (siehe Petting), den intimen Austausch von Zärtlichkeiten die beiderseitige Lust gesteigert. Eine Penetration kann dabei im Eindringen von Penis, Hand, Fingern oder Sexspielzeug in eine Körperöffnung des Partners oder der Partnerin bestehen.
Unter „heterosexuellem Geschlechtsverkehr“ wird in der Regel das Einführen des Penis in die Vagina mit nachfolgendem Vor- und Zurückbewegen verstanden. Durch diese Gleitbewegung wird der Mann meist soweit stimuliert, dass er zum Orgasmus kommt und ejakuliert. Hingegen kann nur ein geringerer Prozentsatz der Frauen, auch wenn sie normalerweise hierbei ebenfalls erregt werden, ausschließlich durch Vaginalverkehr allein einen Höhepunkt erreichen (siehe dazu auch Orgasmus der Frau: Forschungsstand). Gewöhnlich ist sowohl beim Vorspiel als auch nach der Penetration eine zusätzliche – direkte oder indirekte – Stimulation der Klitoris erforderlich, die beispielsweise durch geeignete Körperbewegungen der Partner oder mit der Hand erfolgen kann. Diese Art von Sex kann in verschiedenen „Stellungen“ praktiziert werden, etwa der Missionarsstellung, Hündchenstellung, Reitstellung oder 69.
Beim Oralverkehr findet der Geschlechtsverkehr mit Mund und Zunge statt, wobei die Kombination Mund-Penis als „Fellatio“, die Kombination Mund-Vulva als „Cunnilingus“ bezeichnet wird. Eine gleichzeitige gegenseitige orale Stimulierung wird bildlich auch „Neunundsechzig“ genannt. Auch anale Stimulation kann oral erfolgen, wenn der hoch empfindliche Damm oder der äußere Schließmuskel mit Mund und Zunge berührt werden (Anilingus).
Beim Analverkehr wird der Penis in den Anus der Partnerin oder des Partners eingeführt. Auch Analverkehr kann in verschiedenen Stellungen praktiziert werden; darüber hinaus wird er auch mit den Fingern oder mit dafür geeigneten Gegenständen ausgeübt.

### Sonstige Praktiken

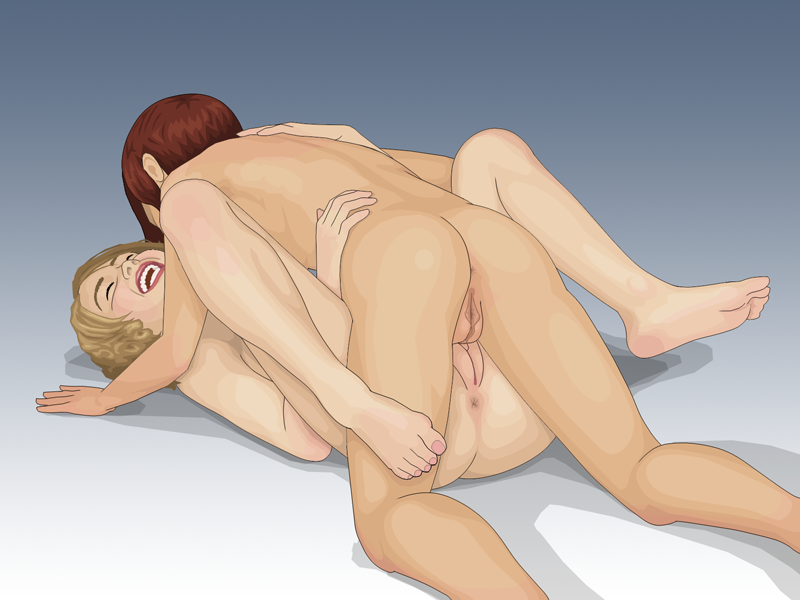
Eine Form der Tribadie als Möglichkeit von lesbischem Sex

Neben diesen Praktiken gibt es auch das gegenseitige Aneinanderreiben der Geschlechtsteile (Tribadie), das Einführen der ganzen Hand oder des Unterarms in eine Körperöffnung des Partners oder der Partnerin (Fisting), den Sex zwischen den Brüsten einer Frau (Mammalverkehr), den Verkehr zwischen den Schenkeln (Schenkelverkehr), den Pobacken oder in den Achselhöhlen. Besondere Formen des Geschlechtsverkehrs sind unter anderem BDSM, der schnelle Sex (Quickie), der Sex zu dritt (Triole: Flotter Dreier) oder in der Gruppe (Gruppensex, Gang Bang). Ohne körperlichen Kontakt (Sexualkontakt) kommt das sexuelle und obszöne Sprechen aus (Verbalerotik, Telefonsex, Cybersex), sowie das reine Beobachten der Sexualität anderer Menschen (Voyeurismus) und das Vorzeigen der eigenen Sexualität (Exhibitionismus).

### Paraphilien
Zu den Paraphilien oder sexuellen Abweichungen werden unter anderem gezählt:
- Fetischismus: Fixierung auf Objekte oder Handlungen, etwa auf Füße oder Kleidungsstücke
- Objektsexualität: sexuelle Anziehung von Menschen zu unbelebten Objekten
- sexueller Sadismus und sexueller Masochismus (falls das B-Kriterium des DSM-IV-Kataloges vorliegt)
- Saliromanie: Praktiken zur Befriedigung des „Besudelungstriebs“, etwa Gesichtsbesamung, Urophilie, Koprophilie

### Selbstbefriedigung
Autosexualität oder „Selbstbefriedigung“ umfasst alle sexuellen Praktiken, die eine einzelne Person an sich ausübt. Die Masturbation wird mit der Hand durchgeführt, kann im Allgemeinen aber auch unter Zuhilfenahme der verschiedensten Gegenstände stattfinden.

## Sexuelle Orientierung und Sexualpräferenz

### Sexuelle Orientierung

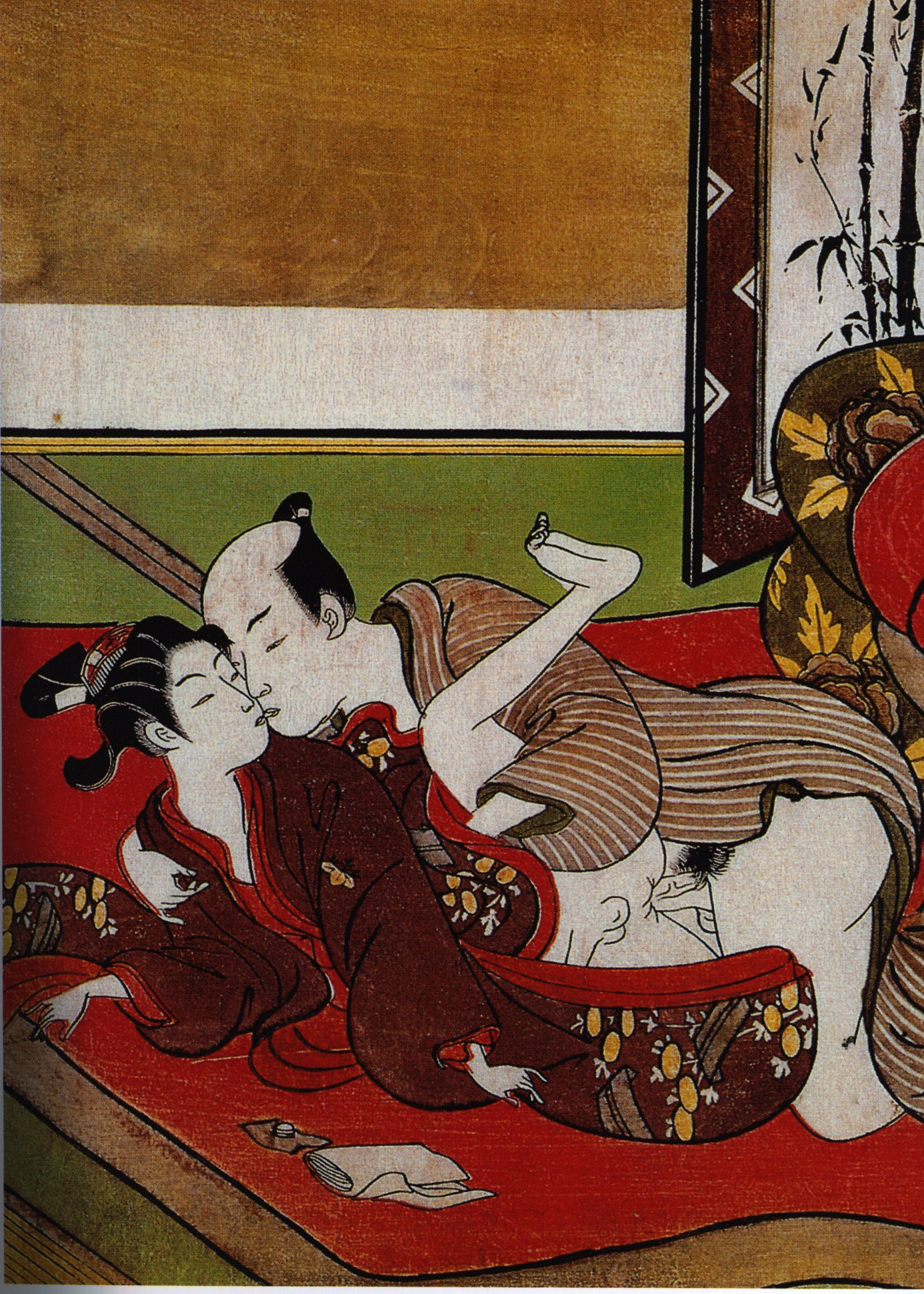
Homosexueller Geschlechtsverkehr (erotischer Holzblockdruck von Suzuki Harunobu, Japan um 1750, Detailansicht)

Als „sexuelle Orientierung“ oder „Geschlechtspartner-Orientierung“ wird das hauptsächliche Interesse bezüglich des Geschlechts des gewünschten Partners bezeichnet. Es setzt sich aus einer komplexen Mischung von emotionaler und sexueller Anziehung, Erleben, tatsächlichem Sexualverhalten und persönlicher Identität zusammen, die sprachlich durch drei Bezeichnungen ausgedrückt werden:
- Heterosexualität: eine tendenziell eher gegengeschlechtliche Orientierung
- Homosexualität: eine tendenziell eher gleichgeschlechtliche Ausrichtung
- Bisexualität: Interesse an beiden Geschlechtern

Von Asexualität wird gesprochen, wenn Personen keine sexuelle Anziehung gegenüber anderen Menschen oder kein Verlangen nach sexueller Interaktion verspüren.

### Sexualpräferenz
Als „Sexualpräferenz“ werden weitere Neigungen oder Vorlieben bezüglich Partner, Praktiken oder Sexualobjekte zusammengefasst, so beispielsweise bezüglich Alter und Anzahl der Partner.
Sexuelle Neigungen, die deutlich von der empirischen Norm abweichen, werden als Paraphilie bezeichnet. Entsprechend tabuisiert und teilweise verboten sind oftmals:
- sexuelle Erregung durch Objekte (Fetischismus),
- Sex mit Kindern (Pädophilie) oder Tieren (Zoophilie), und
- sexuelle Handlungen mit Toten (Nekrophilie).

### Sexualverhalten
In einer repräsentativen Befragung wurde das Sexualverhalten von 2524 Menschen in Deutschland untersucht, die mindestens 14 Jahre alt waren. Die Daten wurden auf die deutsche Bevölkerung standardisiert. Hierbei gaben 83 % der Männer und 78 % der Frauen an, bisher nur gegengeschlechtliche Sexualkontakte gehabt zu haben, 5 % der Männer oder 8 % der Frauen hatten gleichgeschlechtliche Sexualkontakte. Mindestens einmal Vaginalverkehr im bisherigen Leben hatten 88 % der Männer und 89 % der Frauen, mindestens einmal passiven Oralverkehr 56 % der Männer und 48 % der Frauen, aktiven Oralverkehr 51 % der Männer und 45 % der Frauen. Mindestens einmal aktiver Analverkehr wurde von 19 % der Männer angegeben, passiver Analverkehr von 4 % der Männer und 17 % der Frauen. Für das Jahr vor der Befragung gaben die Männer im Mittel 32,7-mal Vaginalverkehr an, Frauen 25,2-mal. In dieser Zeit hatten Männer im Mittel 13,6-mal aktiven Oralverkehr, Frauen 8,7-mal (davon 1,4-mal bei Männern, 7,3-mal bei Frauen). Jemals sexuellen Verkehr neben der festen Partnerschaft hatten 21 % der Männer, 15 % der Frauen, mit im Mittel 3,7 anderen Partnern. Neben der aktuellen festen Partnerschaft wurden Außensexualkontakte von 8 % der Männer und 6 % der Frauen angegeben, bei den Männern mit im Mittel 4 Prostituierten (dies wurde für Frauen nicht erfasst). Über die bisherige Lebenszeit hatten Männer im Mittel 10,2 verschiedene Sexualpartner, Frauen im Mittel 5,5 Partner.

### Sexuelles Fehlverhalten
Wenn sexuelle Handlungen, als sich im Sexuellen ausdrückendes Sozialversagen, die Integrität und Individualität eines anderen Menschen durch einen sexuellen Übergriff direkt verletzen, bezeichnet man dies als dissexuelles Verhalten. Eine Paraphilie kann, muss aber diesem Verhalten nicht zugrunde liegen.

## Physiologische Prozesse während Sex und Erregung

### Sexuelle Appetenz
Sex wird in der Psychologie als Appetenzverhalten gewertet, dessen treibende Kraft der Sexualtrieb, auch Libido genannt, ist. Solange keine sexuelle Befriedigung erfahren wird, baut sich „sexuelle Appetenz“ (vergleiche Appetit) auf, der Wunsch nach sexueller Betätigung wird verstärkt (siehe auch Sexuelle Appetenzstörung).
Physiologisch betrachtet ist die Libido abhängig von der Produktion der Sexualhormone, also Testosteron bei Männern und Östrogen bei Frauen. Viele Frauen berichten von Schwankungen der Libido im Laufe des weiblichen Zyklus.
Sexuelle Erregung ist zunächst eine Reaktion des limbischen Systems im Gehirn auf bestimmte sensorische Reize, die unwillkürliche körperliche Reflexe zur Folge haben können, die dann vielleicht zur Einleitung des Paarungsverhaltens führen.

### Reaktionszyklus beim Sex
Der Ablauf der Vorgänge beim Sex – mit oder ohne Partner oder Partnerin – wird sexueller Reaktionszyklus genannt und meist in vier Phasen eingeteilt:

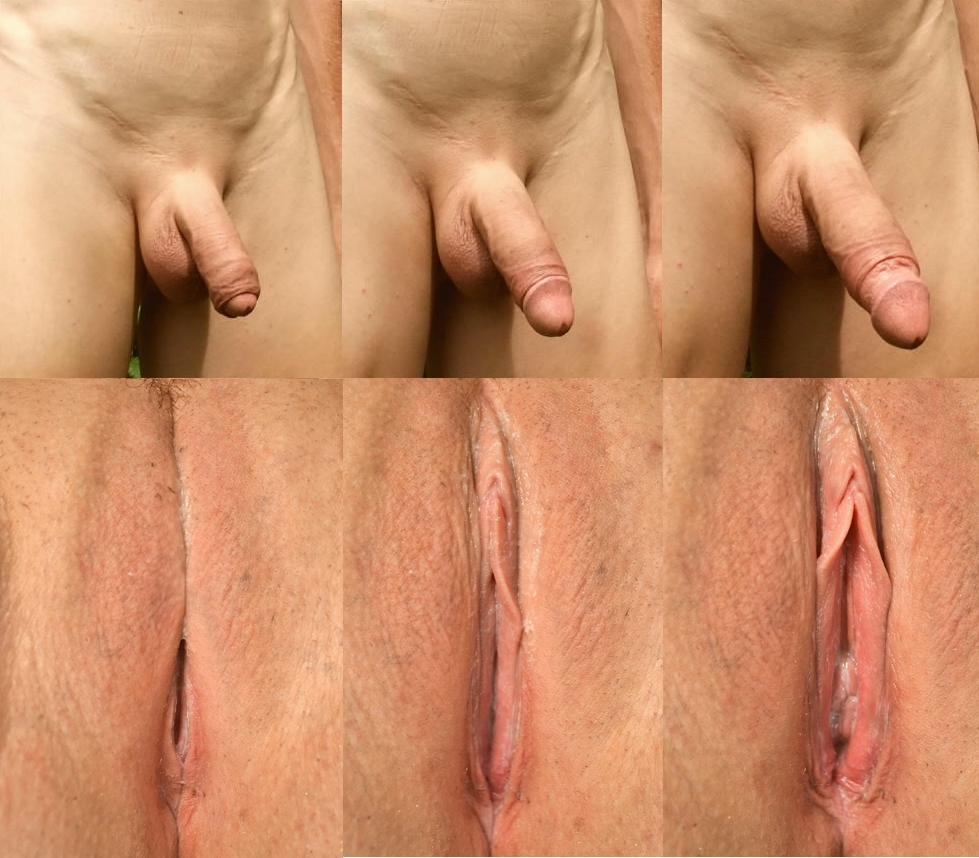
In der Erregungsphase kommt es zu einer verstärkten Vasokongestion der Genitalien, was zu einem Anschwellen von Penis (oben) sowie Klitoris und Schamlippen (unten) führt

1. Während der Erregungsphase steigen Puls und Blutdruck an: der sex flush setzt ein. Bei der Frau schwellen Klitoris, Schamlippen und Brustwarzen an, beim Mann der Penis. Diese Erektionen sind ein natürlich ablaufender Vorgang bei sexueller Erregung, der durch die Anstauung des Blutes in den dazugehörigen Schwellkörpern dieser Organe (allerdings nicht bei den Brustwarzen) hervorgerufen wird. Sie wird normalerweise durch das Erektionszentrum im unteren Rückenmark ausgelöst, etwa durch reflektorische mechanische Reizung, erotische Gedanken, erotisierende sinnliche Wahrnehmungen oder Vorstellungen, auch direkt durch fremde Liebkosung oder eigene Manipulationen. Gleichzeitig ist die Erektion beim Mann eine der Voraussetzungen für die Penetration, das heißt, den Koitus, obwohl ein aktives und erfülltes Liebesleben auch ohne eine solche möglich ist.[15]
2. Während der Plateauphase wird einige Zeit lang ein individuell unterschiedliches Erregungsniveau gehalten, wobei die Muskelanspannung intensiviert wird und Puls und Blutdruck weiter ansteigen. Die äußeren Schamlippen der Frau schwellen an und ein vaginales Transsudat, das Vaginalsekret tritt aus; die Bartholinschen Drüsen geben ihre klare Flüssigkeit erst spät in dieser Phase ab, während Männer ein Sekret aus den Cowperschen Drüsen absondern.[15]
3. In der dritten Phase, dem Orgasmus, wird die Lust für einige Sekunden am stärksten empfunden. Die Durchblutung der Haut erhöht sich auf ein Maximum, die Frequenz des Herzschlags kann sich verdoppeln, der Blutdruck steigt und die Atmung beschleunigt sich, was sogar zu einem kurzen Bewusstseinsverlust führen kann. Währenddessen kommt es zu unwillkürlichen, rhythmischen Muskelkontraktionen in der Genital- und Analregion.[15]
  - Ein durchschnittlicher Orgasmus der Frau besteht aus etwa 5 bis 15 Muskelkontraktionen der „orgastischen Manschette“, das sind einige Muskeln im Unterleibsbereich. Dabei kann manchmal bei der weiblichen Ejakulation eine klare Flüssigkeit aus dem G-Punkt-Drüsenzentrum (Prostata feminina) abgegeben werden. Viele Frauen haben eine langsamere und flachere Erregungskurve als Männer und benötigen daher mehr Zeit, um einen sexuellen Höhepunkt erreichen zu können.[15]
  - Der Mann stößt beim Orgasmus mit der Ejakulation dank koordinierter Kontraktionen des Nebenhodengangs, des Samenleiters, der Bläschendrüse, Prostata und Harnröhre sowie mithilfe der Kontraktionen der Beckenbodenmuskulatur in der Regel etwa zwei bis sechs Milliliter Sperma aus. Orgasmus und Ejakulation können jedoch auch unabhängig voneinander auftreten.[15]
4. Die letzte Phase ist die Refraktärperiode, in der nach dem sexuellen Höhepunkt Erektionen zurückgehen und sich die Herz-Kreislauf-Funktion wieder normalisiert. Dies geschieht bei der Frau in der Regel erheblich langsamer als beim Mann. Es kommt bei Männern oftmals zur postkoitalen Müdigkeit. Die meisten Männer brauchen dann einige Minuten oder auch erheblich länger (mit zunehmendem Alter auch mehrere Tage), bis sie den sexuellen Reaktionszyklus wiederholen können.[15]

## Sex und Gesundheit

### Verhütung

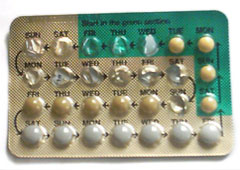
Die „Pille“

Als „Verhütung“ kann die Verhinderung einer Empfängnis, andererseits auch die sexualhygienische Prophylaxe von Krankheiten verstanden werden.
Das wichtigste Verhütungsmittel ist das Kondom, welches normalerweise aus einer Latex-Hülle besteht, die über den erigierten Penis abgerollt wird, um sowohl Schwangerschaften als auch die Ansteckung mit sexuell übertragbaren Krankheiten zu vermeiden. Kondome für Frauen – Femidome und Lecktücher – haben noch keine weite Verbreitung gefunden. Bei richtiger Anwendung ist die Sicherheit eines Kondoms sehr hoch, wenn auch nicht so sicher wie hormonelle Verhütungsmittel; es ist jedoch das einzige Verhütungsmittel, das auch eine Ansteckung mit HIV, Gonorrhoe und Hepatitis B weitgehend verhindern kann.
Das bekannteste Mittel zur Verhütung einer Schwangerschaft ist die Antibabypille („die Pille“), die seit 1960 in den Industrienationen am häufigsten als Kontrazeptivum verwendet wird. Das regelmäßig oral einzunehmende Hormonpräparat, das die weiblichen Hormone Östrogen und Gestagen enthält, bietet bei korrekter Anwendung einen sehr hohen Schutz. Die Hormone unterdrücken die Eireifung, die Ovulation, und verschließen die Gebärmutter gegenüber Spermien, indem dem weiblichen Körper sozusagen eine Schwangerschaft vorgetäuscht wird. Ein Schutz vor Ansteckung mit Krankheiten, insbesondere AIDS, ist durch die Pille nicht gegeben und wird nur durch die zusätzliche Benutzung eines Kondoms erreicht.
Darüber hinaus existieren eine Vielzahl weiterer Verhütungsmethoden und Verhütungsmittel.

### Sexuell übertragbare Krankheiten

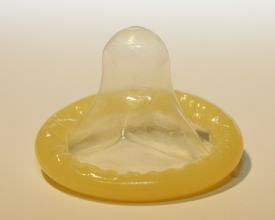
Ein Kondom

Diejenigen Krankheiten, die vorwiegend durch sexuelle Aktivitäten übertragen werden und mit denen sich die Venerologie beschäftigt, werden als sexuell übertragbare Krankheiten bezeichnet. Die Ursache für diese Krankheiten sind Infektionen durch Einzeller, Bakterien oder Viren. Die in früherer Zeit weit verbreiteten „klassischen Geschlechtskrankheiten“ wie die Syphilis, Gonorrhoe („Tripper“), Lymphogranuloma venereum („venerische Lymphknotenentzündung“) und Ulcus molle (der „weiche Schanker“) sind heute in ihrer Bedeutung zurückgetreten. Die größte Gefahr geht von AIDS/HIV, Hepatitis B, Herpes genitalis, Chlamydien- und Trichomonaden-Infektionen sowie verschiedenen humanen Papillomviren aus, die unter anderem das Zervixkarzinom bei der Frau, aber auch „gutartige“ Tumoren wie Feigwarzen auslösen können.
In ganz Europa wird eine drastische Zunahme aller Geschlechtskrankheiten festgestellt, da inzwischen weite Bevölkerungsteile glauben, dass diese Krankheiten ausgerottet seien. Da die HIV-Infektion noch immer als Randgruppenproblem betrachtet wird, verzichten viele Menschen leichtsinnigerweise auf den Schutz durch ein Kondom (siehe unten).
Da eine Ansteckung niemals zu 100 Prozent ausgeschlossen werden kann, stellen sexuell übertragbare Krankheiten ein unausweichliches Grundrisiko eines sexuell aktiven Menschen dar, das dieser akzeptieren muss. Der konsequente Gebrauch von Kondomen verringert dieses Risiko drastisch, jedoch wird die Hepatitis B auch bei sogenannten hochvirämischen Trägern durch Oralverkehr übertragen. Die Hepatitis-B-Impfung kann das Risiko einer Infektion mit Hepatitis B deutlich mildern. Jährlich sterben mehr Menschen an Hepatitis B als an allen anderen sexuell übertragbaren Erkrankungen zusammengenommen.
Bei dem Verdacht einer möglicherweise erfolgten Ansteckung durch HIV steht für 24 Stunden nach dem Ereignis mit der postexpositionellen Prophylaxe ein nachträglich vorbeugender, aber auch sehr unsicherer Behandlungsversuch zur Verfügung, der mit der längerfristigen Einnahme von antiretroviralen Medikamenten einhergeht.

### Auswirkung von Sex auf die psychische Gesundheit
Sexuelle Aktivität kann den Blutdruck und das allgemeine Stressniveau senken, unabhängig vom Alter. Sie löst Spannungen, hebt die Stimmung und kann ein tiefes Gefühl der Entspannung hervorrufen, besonders in der postkoitalen Phase. Aus biochemischer Sicht verursacht Sex die Freisetzung von Endorphinen und erhöht den Gehalt an weißen Blutkörperchen, die das Immunsystem stärken. Der Einfluss von sexueller Aktivität auf die Stressresistenz konnte in wissenschaftlichen Studien bestätigt werden: Versuchspersonen, die in der vergangenen Nacht Sex hatten, konnten am nächsten Tag besser auf Stresssituationen reagieren, sie zeigten signifikant niedrigere negative Stimmung und Stress und höhere positive Stimmung. Wenn eine Person regelmäßig sexuell aktiv ist, kann sie besser mit Stresssituationen zurechtkommen.

### Sexuelle Störungen
Die Sexualmedizin („Sexologie“), die eng mit der Sexualforschung verknüpft ist, beschäftigt sich mit der Erhaltung und Förderung der sexuellen Gesundheit. Teilgebiete sind, neben den Störungen der Geschlechtsidentität (Probleme mit der sexuellen Orientierung, Transsexualität) und des soziokulturell determinierten Sexualverhaltens (Paraphilien), vor allem die Bereiche der sexuellen Funktionsstörungen und der sekundären sexuellen Störungen. Letztere haben ihre Ursache in somatischen Primärerkrankungen wie Stoffwechselerkrankungen, Krebserkrankungen oder neurologischen Erkrankungen (zum Beispiel Multiple Sklerose).
Zu den sexuellen Funktionsstörungen von Mann und Frau werden vor allem die erektile Dysfunktion, die Anorgasmie und der Vaginismus gerechnet.
- Die häufigste sexuelle Störung des Mannes ist der vorzeitige Samenerguss (lat. Ejaculatio praecox), wenn dieser unfähig ist, den Zeitpunkt der Ejakulation beim Geschlechtsverkehr selbst zu steuern. Die Ejaculatio praecox ist gekennzeichnet durch einen frühzeitigen Samenerguss, meistens kurz nach der Einführung des Penis in die Vagina, oft jedoch auch bereits davor, da bei diesen Männern bereits ein Erregungsniveau erreicht ist, in dem eine Kontrolle nicht mehr möglich ist. Etwa 20 % aller Männer geben an, unter diesem Problem zu leiden. Bei der Behandlung von leichten Formen stehen etwa das Miteinbeziehen der Partnerin oder des Partners, die Minimierung des Erfolgsdrucks (zum Beispiel durch ein vorläufiges Verbot des Geschlechtsverkehrs) oder – bei jungen Männern – die verzögerte Ejakulation nach einem kürzlich vorangegangenen Orgasmus im Mittelpunkt.[17]
- Die erektile Dysfunktion („Impotenz“) bezeichnet das langfristige Misslingen oder Erhalten der penilen Erektion. In der überwiegenden Mehrzahl ist dieses schwerwiegende Leiden organisch verursacht. Ursachen können Rauchen, Alkoholkonsum, Zuckerkrankheit, Bluthochdruck, Operationen oder Verletzungen am Schwellkörper sein. Potenzmittel wie Viagra, Levitra und Cialis können hier in bestimmten Fällen die Beschwerden und die psychische Belastung der Betroffenen lindern.[17]
- Mangelnde Libido wird auch als Frigidität bezeichnet, die insbesondere durch eine Reihe von Krankheiten und als Nebenwirkungen von Medikamenten verursacht werden kann. Neben somatischen Krankheiten wie Leberzirrhose, Hypogonadismus, Eunuchismus oder Testosteronmangel des Mannes sind auch viele psychische und psychosomatische Erkrankungen wie Depressionen oder Anorexie für eine Libidominderung ursächlich. Gesteigerten Sextrieb verursachen manchmal eine Manie, eine leichte Hyperthyreose, eine Sexsucht und die Nymphomanie.[17]

## Sex und Gesellschaft

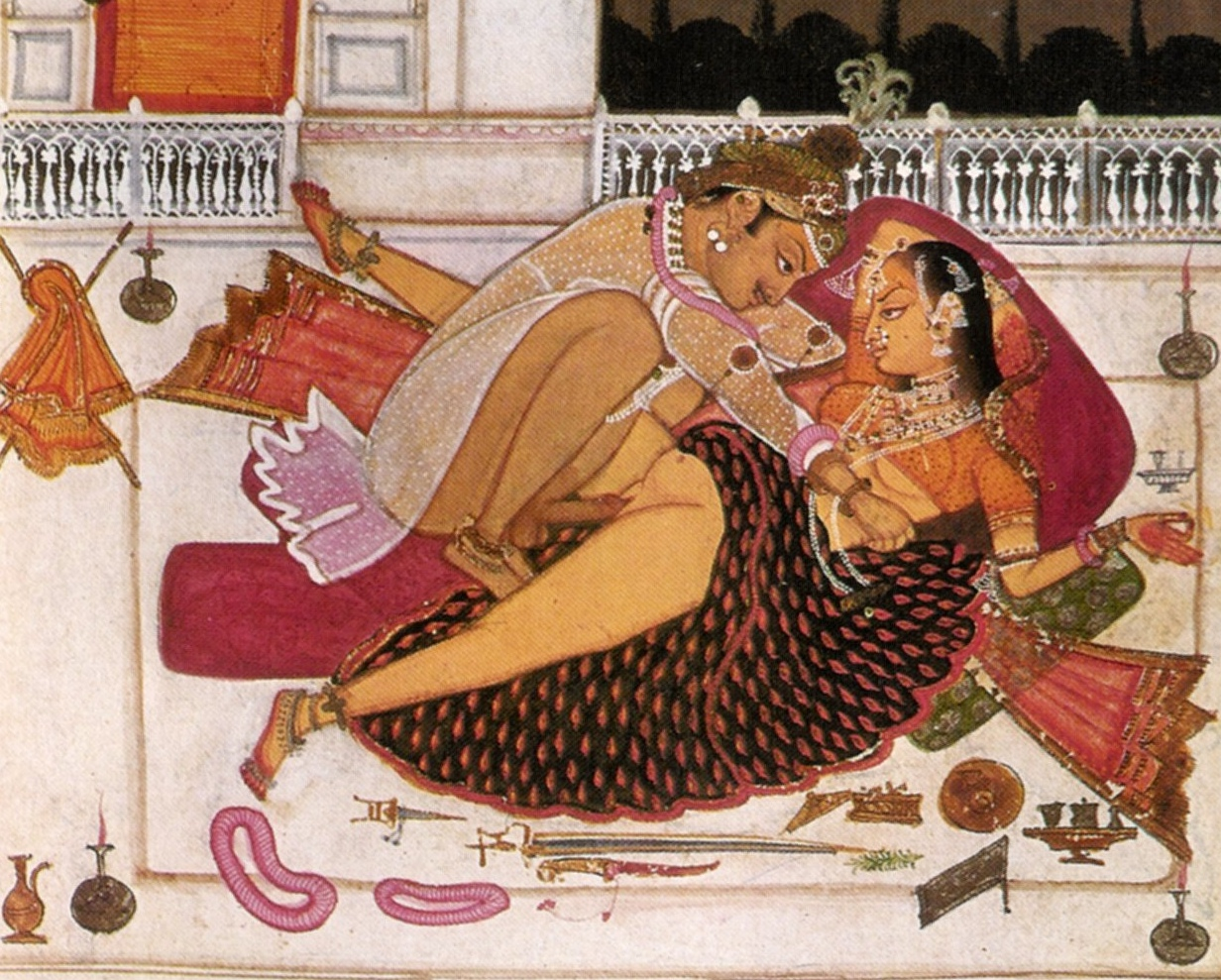
Darstellung des Geschlechtsverkehrs in Indien: Kamasutra-Ausgabe aus dem 18. Jahrhundert

In allen Gesellschaften sind sexuelle Kontakte mit moralischen Vorstellungen verbunden. Das gilt besonders für den Geschlechtsverkehr, der nicht zuletzt auch den Fortbestand einer Gesellschaft durch die Zeugung neuer Generationen leisten muss. Die Gesamtheit der sozialen Normen und Wertvorstellungen, die ebenso vom jeweiligen Volk und von der Kultur wie auch von der Gesellschaft und ihrer Epoche abhängig sind, wird als „Sexualmoral“, die Reflexion darüber wird als „Sexualethik“ bezeichnet.

### Moralische Aspekte

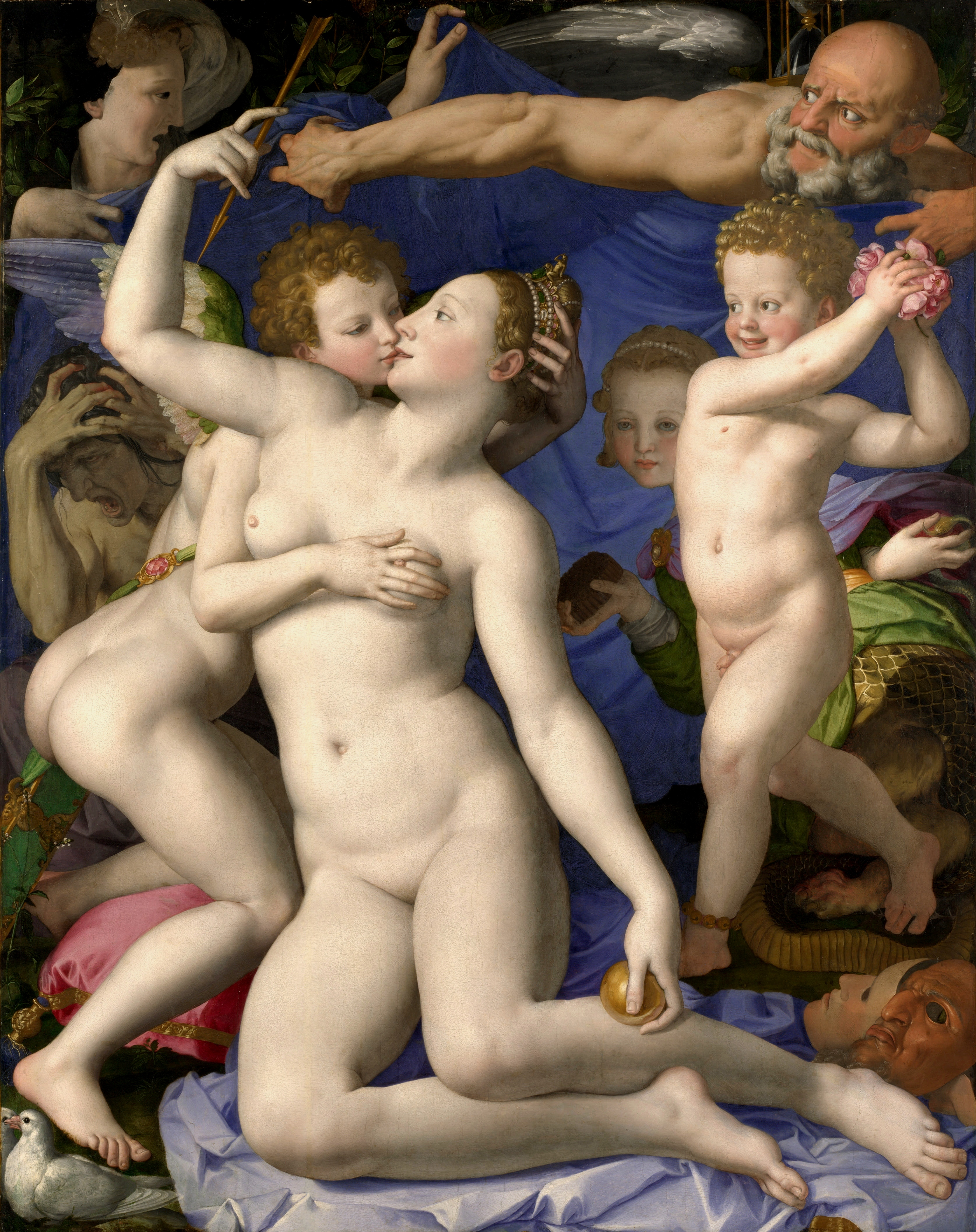
Sexualität im Spannungsfeld zwischen Gesellschaft und Religion: Allegorie der Liebe (Angelo Bronzino, 1545)

Die Ethik der westlichen Gesellschaft ist nachhaltig durch den christlichen Glauben geprägt. Seit dem Mittelalter dominierten im westeuropäischen Raum die katholischen Institutionen, später auch andere christliche Kirchen die öffentliche Meinung von Sexualität. Freude an der Sexualität galt weithin als sündhaft, nur die im Sakrament der christlichen Ehe eingebundene Zeugung und Fortpflanzung wurde moralisch befürwortet und gefördert, wenngleich die Praxis anders ausgesehen haben mag. Zudem wurde Geschlechtsverkehr gemäß der mittelalterlichen Humoralpathologie (mit ihrer Vier-Säfte-Lehre) auch als heilsam und Enthaltsamkeit auch als krankmachend angesehen. Nach einer Phase der bejahenden Einstellung zur Sexualität veränderte sich im 18. Jahrhundert die Einstellung durch die sich durchsetzende bürgerliche und protestantische Sexualmoral, verschiedene Verhaltensweisen sexueller Art galten als „krank“: Selbstbefriedigung wurde als gesundheitlich schädlich angesehen, ebenso die kindliche Sexualität. Mit der fortschreitenden Säkularisierung der westlichen Welt im 20. Jahrhundert fanden seitdem mehr und mehr sexuelle Aktivitäten und Verhaltensweisen Akzeptanz. Die Tabuisierung des Sexuellen ist jedoch oft bis heute wirksam: Öffentlich „zelebrierte“ sexuelle Tabubrüche, zum Beispiel im Fernsehen, sind hier ebenso ein Indiz wie die oftmals noch praktizierte Doppelmoral.
Die meisten Menschen, die in westlichen Gesellschaften aufgewachsen sind, können drei moralische „Mindestregeln“ für den Sex akzeptieren:
- Die sexuellen Handlungen werden von den Sexualpartnern einvernehmlich vorgenommen, das heißt, jeder Partner stimmt diesen Handlungen in vollem Bewusstsein über die Konsequenzen und in freier Entscheidung – das heißt: ohne Zwang – zu. Die Sexualpartner müssen zudem ein Mindestalter (oft 14 oder 16 Jahre) erreicht haben.
- Durch die sexuelle Betätigung sollten keine bleibenden körperlichen oder seelischen Schäden weder bei den Partnern noch bei Dritten hervorgerufen werden.
- Durch die sexuelle Betätigung sollten nur dann Kinder gezeugt werden, wenn die Beteiligten imstande sind, die Verantwortung und die Pflichten voll zu übernehmen, die damit einhergehen.

Normative und kulturelle Unterschiede in der Sexualmoral bestehen bezüglich der formalen Beurteilung von Ehe, Sex vor und außerhalb der Ehe (Ehebruch), der Formen des Zusammenlebens (Monogamie, Polygamie, Polyamoryie, Polyandrie), der Haltung zur Prostitution, des Alters der Ehefähigkeit, der Zeiten und Ausführungen des Geschlechtsverkehrs usw. Weitgehende soziokulturelle Übereinstimmung besteht hingegen bezüglich der Ausübung des Geschlechtsverkehrs nur im Privaten, der Ächtung von Vergewaltigungen und dem Inzesttabu.

### Rechtliche Konflikte

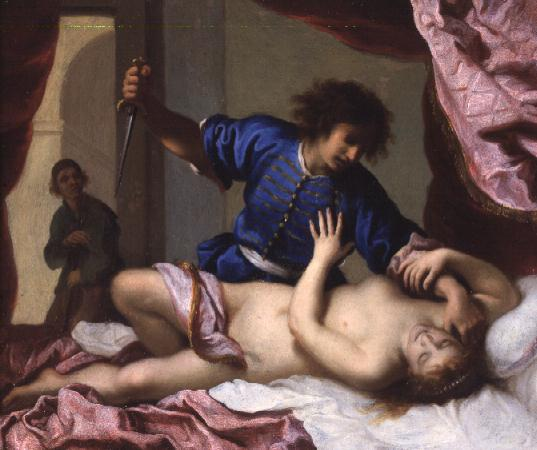
Felice Ficherelli, Die Vergewaltigung der Lucretia (17. Jh.)

Die jeweiligen moralischen und/oder religiösen Vorstellungen finden sich regelmäßig auch in den entsprechenden rechtlichen Bestimmungen wieder. Weltweit gestattet ist der Geschlechtsverkehr zwischen Ehegatten, wobei schon bestimmte Sexualpraktiken dennoch verboten sein können. Generell sind auch Vergewaltigung und sexuelle Nötigung strafbar, in einigen Ländern wird hier noch weiter differenziert, so dass dort auch die Tatbestände sexuelle Handlungen mit Kindern (sexueller Missbrauch von Kindern) oder geistig Behinderten und anderen widerstandsunfähigen Personen bestehen. Sehr große Unterschiede in der rechtlichen Gestaltung bestehen beim Verkehr zwischen Unverheirateten, bei gleichgeschlechtlichem Sex sowie beim Beischlaf unter sehr nahen Verwandten (Inzest), bei dem belästigenden Exhibitionismus durch Männer, sexuellen Handlungen in der Öffentlichkeit („Erregung öffentlichen Ärgernisses“) und der Sodomie. Teilweise sind auch Handlungen verboten, die die Ausübung von geschlechtlichen Handlungen ermöglichen oder dulden (Kuppelei).

#### Deutschland
Hier sind gleichgeschlechtliche Handlungen nicht mehr strafbar. Zoophilie ist seit einer Reform des Tierschutzgesetzes 2013 wieder verboten, wenn das Tier dadurch zu artwidrigem Verhalten gezwungen wird. Die Tat wird nun aber nur noch als Ordnungswidrigkeit geahndet.
Es gilt der Grundsatz, dass alle sexuellen Praktiken und Formen gestattet sind, die im Einvernehmen zwischen den Beteiligten geschehen, soweit diese zustimmungsfähig und in der Lage sind, die Folgen zu überblicken. Kritisch sind dabei aber dennoch die Bereiche des BDSM, bei denen es zu bleibenden Schäden kommen kann, da hier – trotz Einwilligung – beispielsweise sämtliche Akte mit Todesfolge strafrechtlich relevant bleiben (siehe auch Körperverletzung). Auch sexuelle Handlungen mit und zwischen Minderjährigen unterliegt Restriktionen. So sind sexuelle Handlungen mit Kindern unter 14 Jahren auch bei beidseitigem Einverständnis untersagt (Sexueller Missbrauch von Kindern, § 176).
Die Strafbarkeit der Kuppelei wurde stark eingeschränkt.

#### Österreich
Geschlechtliche Handlungen ist nicht strafbar, wenn beide Partner 14 Jahre oder älter sind und wenn beide Seiten einwilligen. Außerdem ist der Geschlechtsverkehr (Beischlaf oder dem Beischlaf gleichzusetzende Handlung) mit 13-Jährigen erlaubt, solange der Altersunterschied zum Partner nicht mehr als drei Jahre beträgt (§ 206 Strafgesetzbuch). Geschlechtliche Handlungen, die nicht den Geschlechtsverkehr beinhalten, sind mit 12- und 13-jährigen erlaubt, wenn der Altersunterschied nicht mehr als vier Jahre beträgt (§ 207 Strafgesetzbuch). Die genannten Ausnahmen gelten nur, wenn die 12- bzw. 13-jährige Person durch die Tat weder längere Zeit in einen qualvollen Zustand versetzt noch in besonderer Weise erniedrigt wird und die Tat weder eine schwere Körperverletzung noch den Tod zur Folge hat.
Geschlechtsverkehr unter homosexuellen Männern war bis August 2002 erst unter volljährigen Personen (vollendetes 18. Lebensjahr) erlaubt (§ 209 Strafgesetzbuch a. F.). Diese Diskriminierung von homosexuellen Personen wurde im Juni 2002 vom österreichischen Verfassungsgerichtshof aufgehoben, wobei der österreichische Nationalrat bereits zwei Wochen später mit den Stimmen von ÖVP und FPÖ eine verfassungskonforme Nachfolgeregelung beschloss, die verschärfte Bedingungen für sexuelle Handlungen im Alter zwischen 14 und 16 Jahren vorsieht und wegen ihrer nur ungenügend klaren Formulierung von den Oppositionsparteien als „Gummiparagraf“ kritisiert wurde (§ 207b Strafgesetzbuch).
Die restlichen Regelungen sind ähnlich wie die Bestimmungen in Deutschland.

#### Schweiz
Sexuelle Handlungen mit Personen unter 16 Jahren sind strafbar, es sei denn, der Altersunterschied beträgt weniger als drei Jahre (Schweizerisches Strafgesetzbuch, Art. 187). Es wird nicht zwischen homo- und heterosexuellen Beziehungen unterschieden.

### Sex und Sprache
Für alle Arten von Sex, auch für den Geschlechtsverkehr, hat sich umgangssprachlich eine Vielzahl von Ausdrücken eingebürgert.

### Definition von „Sex haben“

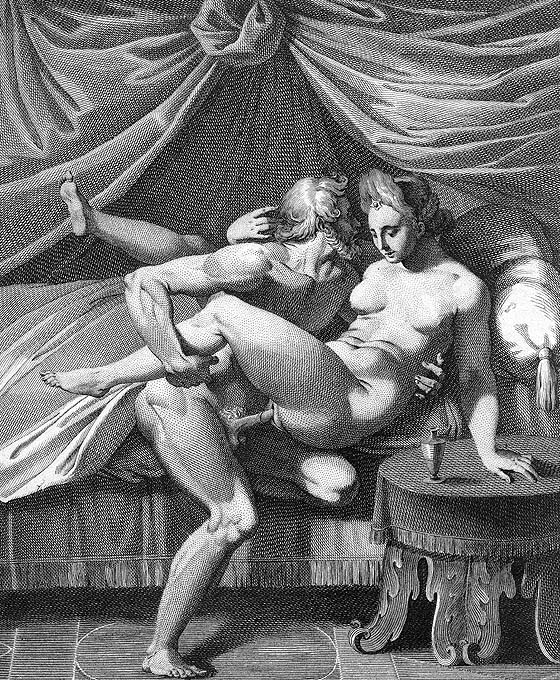
Darstellung des Geschlechtsverkehrs in einem Kupferstich von Agostino Carracci (16. Jh.)

Bei welchen Sexualpraktiken und unter welchen Umständen eine Person „Sex hat“, unterscheidet sich individuell, wobei kulturelle Faktoren mitspielen, das Alter vor allem bei Männern und die sexuelle Orientierung. Das Geschlecht jedoch ist durchschnittlich nicht statistisch signifikant. Einzelne Untersuchungen gibt es dazu vor allem aus dem englischen Sprachraum, wo es um die Formulierung “have sex” (deutsch: „Sex haben“) geht.
Die bekannteste Episode ist die Lewinsky-Affäre, als Monica Lewinsky beim damaligen Präsidenten Bill Clinton Oralverkehr praktiziert hatte und dieser Anfang 1999 sagte: “I did not have sexual relations with that woman, Miss Lewinsky.” (deutsch: „Ich hatte keinen Geschlechtsverkehr [wörtlich: ‚keine sexuellen Beziehungen‘, ‚kein sexuelles Verhältnis‘] mit dieser Frau, Fräulein Lewinsky.“) Kurz darauf veröffentlichte das Kinsey-Institut eine schon 1991 durchgeführte Studie mit 599 Studenten aus 29 Bundesstaaten. Für 59 % der Teilnehmer fiel oral-genitaler Kontakt nicht unter die Bezeichnung „Sex haben“. Ebenso sahen es 19 % bei penil-analem Verkehr. Der daraus gezogene Schluss war, dass die Amerikaner verschiedene Ansichten über das Thema haben. Die Entscheidung, diese Studie zu diesem Zeitpunkt zu veröffentlichen, kostete George D. Lundberg, den Chefredakteur des Journal of the American Medical Association, den Job. In der Folge entstanden weitere Studien, meist mit Schülern und Studenten, manchmal auch mit jungen Erwachsenen, einige wurden als Tiefeninterviews oder offene Fragebögen durchgeführt. Bei einigen drehte es sich um Verlust der Jungfräulichkeit und Abstinenz.
Das Kinsey-Institut befragte für eine Anfang 2010 veröffentlichte Untersuchung 204 Männer und 282 Frauen zwischen 18 und 96 Jahren in Indiana per Telefon. Die Fragestellung war: “Would you say you ‘had sex’ with someone if the most intimate behavior you engaged in was …” (deutsch: „Würdest du sagen, du ‚hattest Sex‘ mit jemandem, wenn das intimste Verhalten, in das du involviert warst, folgendes war …“) Unter den Männern haben jene der jüngsten und der ältesten Altersgruppe generell signifikant öfter bestimmte Verhaltensweisen nicht als „Sex haben“ betrachtet, bei Frauen gab es keine signifikanten Altersunterschiede.
- Als „Sex haben“ definierten 94,8 % penil-vaginalen Verkehr ohne weitere Angabe, 93,3 % penil-vaginalen Verkehr mit Kondom, 92,7 % penil-vaginalen Verkehr ohne weiblichen Orgasmus, 89,1 % penil-vaginalen Verkehr ohne männliche Ejakulation. Nur 77,3 % der ältesten Männergruppe (65+) betrachteten penil-vaginalen Verkehr als Sex.
- Durchschnittlich betrachteten 80,8 % penil-analen Verkehr als Sex, 79,5 % penil-analen Verkehr ohne männliche Ejakulation. Bei Männern in der jüngsten Altersgruppe (18–29) definierten es 77 % als Sex, bei Männern der ältesten Altersgruppe (65+) 50 % und bei Frauen der ältesten Altersgruppe 67 %.
- 73 % betrachteten erhaltenen oral-genitalen Verkehr als Sex, 71 % gegebenen oral-genitalen Verkehr. Bei der jüngsten Männergruppe (18–29) betrachteten nur 40 % erhaltenen oral-genitalen Verkehr als Sex, und 33,3 % gegebenen oral-genitalen Verkehr, was beides in der nächsten Altersgruppe (30–44) auf über 80 % emporschnellt und bei fast 60 % in der ältesten Altersgruppe endet.
- 48,1 % betrachteten empfangenen manual-genitalen Verkehr als Sex, 44,9 % gegebenen manual-genitalen Verkehr. In der jüngsten Männergruppe betrachten nur 16,7 % empfangenen manual-genitalen Verkehr als Sex, und gar nur 9,7 % gegebenen manual-genitalen Verkehr, was in der nächsten Altersgruppe beides auf über 50 % emporschnellt und bis zur ältesten Männergruppe auf um die 40 % zurückgeht.

Im Sommer 2010 wurde die nächste Studie veröffentlicht, für die 180 sich selbst als schwul identifizierende Männer zwischen 18 und 56 Jahren aus dem Vereinigten Königreich und 190 ebenso schwule Männer zwischen 18 und 74 Jahren aus den Vereinigten Staaten befragt wurden. Die Fragen wurden zwischen 2005 und 2007 auf Papier (UK) oder 2007 Online (US) beantwortet. Die Fragestellung war in UK: “Would you say you ‘had sex’ if the following intimate behaviours took place (please circle). Please answer all items, not only those you have experienced.” (deutsch: „Würdest Du sagen ‚Du hattest Sex‘, wenn folgende intimen Verhaltensweisen stattgefunden hätten (bitte einkreisen). Bitte beachte alle Punkte, nicht nur die, mit der du selbst Erfahrungen hast.“) mit Verhaltensweisen und jeweils einer fünfstufigen Zustimmungsskala (bei der Zusammenführung dann zusammengefasst als: 1–2 Zustimmung, 3–5 keine Zustimmung). In den USA lautete die Frage “Would you say you ‘had sex’ with someone if the most intimate behaviour you engaged in was …” (deutsch: „Würdest Du sagen ‚Du hattest Sex‘, wenn folgende Verhaltensweisen stattgefunden haben?"“) mit einer Ja/Nein-Auswahl.
- Fast alle definierten empfangenden penil-analen Verkehr als „Sex haben“ (US: 96,3 %; UK: 94,9 %) ebenso wie gebenden penil-analen Verkehr (US: 94,7 %; UK: 94,4 %)
- Interessanterweise definierten weniger penil-vaginalen Verkehr als Sex (US: 84,6 %; UK: 86,6 %).
- Wie bei heterosexuell dominierten Umfragen wurden weitere Verhalten weniger oft als Sex angesehen. Bei den Daten unterschieden sich die Antworten für gebende und empfangene Aktivitäten bei den einzelnen Kategorien nicht wesentlich, bis auf die orale Bruststimulation in UK.
- Britische Schwule geben bei einigen Aktivitäten signifikant öfter als amerikanische Schwule an, dass diese unter „Sex haben“ fielen: Bei gebender oral-genitale Stimulation (UK: 84,9 %; US: 71,6 %), empfangende oral-genitale Stimulation (UK: 84,2 %; US: 72,6 %), ausführende und bekommende orale Analstimulation (UK: 78,4 %; US: 61,2 %), ausführende und bekommende Stimulation mit Sexspielzeugen (UK: 77,1 %; US: 55 %) und ausführender und bekommender manueller Analstimulation (UK: 70,9 %; US: 53,4 %).
- Bei den weiteren Aktivitäten gab es geringe Unterschiede: Manuelle Stimulation der Genitalien (aktiv: US: 50,5 %, UK: 47,5 %; passiv: US: 50,0 %, UK: 48,6 %), orale Stimulation der Brust (aktiv: US: 23,7 %, UK: 30,3 %; passiv: US: 21,6 %, UK: 19,0 %; dies ist die einzige Ausnahme, wo sich in den UK-Daten aktiv und passiv signifikant unterscheiden), manuelle Stimulation der Brust (aktiv: US: 19,5 %, UK: 21,2 %; passiv: US: 20,5 %, UK: 20,0 %) und intensives Küssen (US: 16,3 %; UK: 17,3 %).
- Im Vergleich zu früheren Studien mit überwiegend heterosexuellen Teilnehmern tendieren Schwule öfter dazu manuelle, orale, anale Stimulation und jene durch Sexspielzeug in ihre Definition von „Sex haben“ aufzunehmen.

Dies zeigt, dass in der Sexualforschung spezifische Begriffe verwendet werden sollten statt „Sex haben“, denn dies beeinflusst die Anzahl der angegebenen Sexualpartner und die angegebene Häufigkeit sexueller Aktivität, was wichtige Informationen für Forscher, Gesundheitspersonal und Verhaltensspezialisten sind, etwa bei der Risikoeinschätzungen für Geschlechtskrankheiten. Auch sollten Forscher, Vortragende und Gesundheitspersonal vorsichtig sein und nicht ihre eigenen Definitionen von „Sex haben“ bei anderen automatisch voraussetzen. Kinsey beispielsweise fragte bei seiner Untersuchung von 1938 bis 1953 einzelne Sexualpraktiken, Orgasmen und Emotionen ab. Standardannahme war dabei, dass jeder alles gemacht hatte. War dem nicht so, musste verneint werden.